# Violeta Barrios de Chamorro
Violeta Barrios Torres de Chamorro (Rivas, 18 ottobre 1929 – San José, 14 giugno 2025) è stata una politica nicaraguense.
Presidente del Nicaragua dal 25 aprile 1990 al 10 gennaio 1997, fu la prima donna a essere eletta presidente in America Latina senza prima essere stata moglie di un presidente.

## Biografia
Sposò nel 1950 Pedro Joaquín Chamorro Cardenal, proprietario del quotidiano La Prensa, il principale organo conservatore di opposizione al regime dittatoriale di Anastasio Somoza García e più tardi dei figli di lui, Luis e Anastasio Somoza Debayle. Più volte incarcerato, nel 1957 Pedro J. Chamorro fu costretto all'esilio. Rientrato in Nicaragua nel 1960, venne assassinato nel 1978. Violeta assunse quindi la direzione del giornale, proseguendone la linea di opposizione a Somoza e contribuendo al successo della rivoluzione guidata dal Fronte Sandinista di Liberazione Nazionale (1979).
Eletta tra i cinque membri del governo di ricostruzione nazionale, si dimise meno di un anno dopo, critica verso il crescente carattere marxista del nuovo regime e a una pur moderata riforma agraria, da quel momento attaccò pesantemente i sandinisti sulle colonne del suo giornale. Quasi tutti i giornalisti della Prensa non condivisero la svolta a destra e fondarono il quotidiano indipendente, ma sostanzialmente filo-sandinista, El Nuevo Diario, guidati dal fratello di Pedro J. Chamorro, Xavier Chamorro.
All'annuncio, dato dal presidente Daniel Ortega, di svolgere libere elezioni nel 1984, La Prensa si schierò per l'astensione dal voto. Venne eletto presidente Ortega, col 67% dei voti, mentre i conservatori ebbero il 14% e i liberali il 10%. La regolarità delle elezioni venne certificata da 400 osservatori internazionali. Nel marzo 1985, il direttore del giornale (figlio primogenito di Violeta Chamorro) rivelò pubblicamente di essere membro della Direzione dei Contras, i gruppi violenti finanziati da Ronald Reagan per rovesciare con le armi il governo sandinista.
Conseguentemente, il giornale venne chiuso per oltre un anno, tra il luglio 1986 e il settembre 1987. Riprese le pubblicazioni, mentre i Contras intensificarono attentati e massacri sotto la guida del colonnello somozista Enrique Bermudez e dello stesso direttore de La Prensa, giornale ora formalmente nelle mani di sua sorella Cristiana Chamorro, il giornale appoggiò una coalizione di partiti dell'opposizione, col sostegno di finanziamenti statunitensi, a favore della candidatura di Violeta Chamorro, che ottenne così una vittoria col 55% dei voti nel febbraio del 1990.
Assunta la guida del paese, riformò l'esercito, limitò i poteri presidenziali e avviò un risanamento dell'economia nazionale su basi liberiste, attirandosi tuttavia le critiche degli Stati Uniti per aver mantenuto alcuni sandinisti al comando dell'esercito e per la mancata restituzione governativa delle proprietà confiscate dal precedente governo ai principali sostenitori di Somoza a causa di una legge votata dal Parlamento al tempo del Governo sandinista. Gli anni di Violeta Chamorro al potere iniziarono un periodo di significativo declino economico e sociale per il Nicaragua, nonostante la decisione del presidente statunitense Bush di togliere l'embargo imposto sul paese da Reagan.
Dal 1990 al 2001, il paese scese dal 60º al 116º posto nel mondo in termini di sviluppo umano, divenendo il paese più povero delle Americhe dopo Haiti, secondo l'UNDP. La spesa pubblica pro capite per la salute scese da 35 dollari nel 1989 a 14 dollari nel 1995, l'assistenza medica al parto e la diagnosi dei tumori femminili furono ridotte e I centri di sviluppo infantile creati negli anni '80 - con oltre 75.000 bambini coperti - vennero aboliti. L'aspettativa di vita scese da 66 anni nel 1989 a 60 anni nel 1996 a causa di un aumento delle malattie infettive e della malnutrizione e la mortalità infantile passò da 58 per 1.000 nel 1990 a 72 per 1.000 nel 1995.
Alle elezioni presidenziali dell'ottobre del 1996, Violeta Chamorro fu sconfitta da Arnoldo Alemán, leader del Partito liberale costituzionalista (partito della destra antisandinista), che assunse ufficialmente la presidenza del Nicaragua nel gennaio del 1997. Dal novembre 2006, tornò a essere Presidente il sandinista Daniel Ortega, successivamente rieletto per altre due volte. Sofferente di osteoporosi, una problematica che già la afflisse durante l'ultima campagna elettorale, e colpita da un tumore al cervello, Violeta Chamorro si ritirò a vita privata.